# Tiberija
Tiberija (hebrejsko טבריה‎ [Teverja], arabsko: طبرية‎ [Tabarija], mednarodno tudi Tiberia, Tiberias, Tiberiada) je mesto ob Galilejskem oziroma Tiberijskem jezeru v Izraelu.
Mesto je zgradil Herod Antipa okoli leta 20 in ga poimenoval po cesarju Tiberiju. Mesto je bilo potem prestolnica Galileje.
Danes velja Tiberija za eno od najbolj priljubljenih letovišč v severnem Izraelu.
1. ↑  https://www.ynetnews.com/articles/0,7340,L-5384775,00.html
2. ↑  https://en.globes.co.il/en/article-kalisch-rotem-takes-haifa-huldai-keeps-tel-aviv-1001258621